# Kingdom
Kingdom (яп. キングダム, Kingudamu, укр. Королівство) — манґа, автором та ілюстратором якої є Ясухісе Хіра. Публікувалася видавництвом Shueisha в журналі Weekly Young Jump з 2006 року. За мотивами манґи студією Pierrot був випущений аніме-серіал, який транслювався по телеканалу NHK з 4 червня 2012 року по 25 лютого 2013 року. Всього випущено 38 серій аніме. Другий сезон транслювався в ефірі з 2013 по 2014 рік.

## Сюжет
Сюжет заснований на реальних історичних подіях стародавнього Китаю, в третьому столітті до нашої ери, в епоху воюючих королівств, коли Китай був розділений на невеликі держави, які вели нескінченну і багатовікову боротьбу між собою. На кордонах держави Цінь ростуть сироти Шен і Пяо, чиїх батьків забрала чергова війна. Вони кожного дня тренувалися, щоб одного разу здійснити свою заповітну мрію — стати генералами піднебесної. Пяо неймовірно схожий на імператора Цінь і його вирішують відвезти до палацу, як двійника, однак через місяць відбувається переворот і Пяо, смертельно поранили думаючи, що це імператор, але він встигає дістатися до Шена і перед смертю просить його дістатися до бандитського містечка, Шен виконує його волю і зустрічає там наймолодшого Імператора, що втратив трон. Спочатку Шен ненавидить хлопця через Пяо і вирішує вбити, але пізніше побачивши прекрасну можливість здійснення мрії стати генералом, погоджується супроводжувати його і допомогти влаштувати переворот.